# ГЕС Ловер-Солу
ГЕС Ловер-Солу – гідроелектростанція, що споруджується у Непалі. Знаходячись після ГЕС Аппер-Солу (23,5 МВт), входитиме до складу каскаду на річці Солу, правій притоці Dhudh Koshi, яка в свою чергу є лівою притокою Сан-Коші – верхньої течії Коші, великої лівої притоки Гангу.
Ресурс, захоплений за допомогою греблі, транспортуватиметься через прокладений під правобережним гірським масивом дериваційний тунель довжиною 4,3 км. Машинний зал обладнають двома турбінами типу Пелтон потужністю по 41 МВт, які використовуватимуть напір у 500 метрів.
Видача продукції відбуватиметься по ЛЕП, розрахованій на роботу під напругою 132 кВ.